# Ten Ragas to a Disco Beat
Ten Ragas to a Disco Beat is een muziekalbum uit 1982 van Charanjit Singh.
Het album met tien raga's werd in 1983 in een oplage van slechts enkele honderden exemplaren uitgegeven in India door EMI met als titel Synthesizing: Ten Ragas to a Disco Beat. Slechts enkele kopieën van de originele uitgave zijn bewaardgebleven. Het album raakte in de vergetelheid, slechts opgemerkt door een enkeling totdat de Nederlandse Bollywood-soundtrackverzamelaar Edo Bouman in Delhi een exemplaar kocht, zonder grote verwachtingen. Toen hij de plaat draaide was hij zeer verrast: het album bevatte elektronische muziek met 130 beats per minute, gemaakt met Roland TR-808 en TB-303, met invloeden van Kraftwerk, disco en funk. De muziek had een sterke gelijkenis met de genres house en acid house, die pas enkele jaren na het uitbrengen van deze plaat werden ontwikkeld. Singh bleek zijn tijd ver vooruit. Bouman bracht het album in 2010 uit als dubbel-lp op zijn label Bombay Connection. De uitgave leidde tot geruchten dat het een hoax betrof en dat Aphex Twin achter het project zat.

## Tracklist
1. Raga Bhairav 04:56
2. Raga Lalit 04:52
3. Raga Bhupali 04:50
4. Raga Todi 04:49
5. Raga Madhuvanti 04:56
6. Raga Megh Malhar 04:58
7. Raga Yaman 05:03
8. Raga Kalavati 05:05
9. Raga Malkauns 04:59
10. Raga Bairagi 05:07